# Merduati
Merduati is een bestuurslaag in het regentschap Banda Aceh van de provincie Atjeh, Indonesië. Merduati telt 2914 inwoners (volkstelling 2010).